# Художествена галерия „Петко Чурчулиев“
Градската художествена галерия „Петко Чурчулиев“ е музей на изобразителното изкуство.
Намира се в центъра на Димитровград. Обособена е като „Художествен отдел“ към Исторически музей - Димитровград.

## История
Създадена е през 1962 г. като градска художествена сбирка. През 1997 г. приема името на художника Петко Чурчулиев – живял и творил в Димитровград. От 2005 г. е причислена към структурата на Исторически музей. Към днешна дата тя съдържа над 2300 художествени произведения обособени в 6 раздела: „Живопис“, „Графика“, „Скулптура“, „Сценичен плакат“, „Концептуално изкуство“ и „Фотография“.

## Експозиции
В зала №2 на Художествената галерия се помещава основна експозиция, която представяпроизведения на знаковите художници на България през 80те и 90те години на ХХ век. Това са автори като Светлин Русев, Илия Петров, Димитър Казаков – Нерон, Маргарита Пуева, Зиятин Нуриев, Генко Генков и др.
В зала №1 се организират изложби от различни жанрове. Представят се експозиции от фонда на галерията и гостуващи такива на отделни професионални творци.

## Фонд
Архивът на галерията съхранява произведения на изкуството от близо над 400 автори. Заедно с творбите на бележити български майстори, в колекцията ѝ са намерили място платна на художници, свързали творческия си път с Димитровград.
- Раздел „Живопис“

Разделът е съставен от картини на известни български живописци, работили предимно във втората половина на XX век – Дечко Узунов, Василка Монева, Найден Петков и др. След 2000 г. във фонда на галерията постъпват работи от Станислав Памукчиев, Димитър Чолаков, Свилен Блажев, Ивайло Мирчев и др.
- Раздел „Графика“

Графичната колекция на галерията в Димитровград съдържа произведения на 99 графици, сред които Стоимен Стоилов, Румен Скорчев, Захари Каменов, Мария Недкова, Кольо Карамфилов ,както и 49 кубински графики, подарени от Кубинското посолство в София.
- Раздел „Скулптура“

Разделът съхранява пластики и керамики на 42-ма скулптури. Сред авторите са Вежди Рашидов, Филип Папазов, Румяна Русинова, Георги Чапкънов, Петър Панчев, Емил Попов и др.
- Раздел „Сценичен плакат“

Димитровград е домакин на единственото по рода си „Биенале на българския театрален плакат“ в пет поредни издания от 1980 г. до 1990 г. Фондът съхранява богатата колекция от близо 1300 сценични плакати от български и чужди автори от 29 страни по света. Тази сбирка се допълва периодично със съдействието на отделни художници и на „Международното триенале на сценичния плакат“ – гр. София
- Раздел „Концептуално изкуство“

Галерията притежава някои значими произведения на български художници-концептуалисти. Част от фонда е първото произведение на българското концептуално изкуство – „Сандъче-картотека“ на международно известния художник Недко Солаков. Други автори в тази посока са: Дан Тенев, Моника Роменска, Надежда Олег Ляхова, Кирил Прашков, Емил Миразчиев и др.
- Раздел „Фотография“

Това е най-новото звено във фонда на галерията. Съхраняват се фотографии на Евгения Христова, Дамян Хаджииванов , Виолета Божанова и др.

### Форуми и проекти
През годините на своето утвърждаване галерията е инициатор и домакин на пленери по живопис с международно участие.
Автор е на четири издания на симпозиума за съвременно изкуство „В собствен контекст“ с участието на известни наши художници – концептуалисти от 2002 г. до 2007 г.
От 2015 г. до 2017 г. по инициатива на галерията се провеждат и три поредни симпозиума от скулптура в метал от скрап „Неща премълчавани, неказани думи“ със студенти от катедра „Метал“ на Национална художествена академия.
От 2008 г. в началото на месец септември / съвпадащ с рождената дата на града – 2.09./- Община Димитровград представя пълноцветен календар с най-знаковите художници на галерията.

## Събития
В залите си галерията осъществява представяне и техните автори, прожекции на филми и видеоарт, камерни концерти и уъркшоп – демонстрации, творчески работилници за деца и родители, инициира и провежда рисувателни градски конкурси, образователни арт прояви и др.